# Produkt (marknadsföring)
En produkt är inom marknadsföring en vara eller tjänst som erbjuds på en marknad för uppmärksamhet, anskaffning, användning eller konsumtion som tillfredsställer ett behov eller ett önskemål hos en konsument. En produkt kan vara fysiska objekt som t.ex. bilar, mobiler och datorer, men det inkluderar även tjänster, events, personer, platser, organisationer eller idéer.
Beroende på vilken typ av konsument som använder en produkt kan man dela upp produkter i två olika delar, konsument- och industriprodukter. Vid marknadsföring av en produkt fokuserar företag på produkt och serviceattribut, varumärke, paketering, märkning, produktsupport och service.

## Produkter, tjänster och upplevelser
Produkter kan delas upp i tre nivåer, där varje nivå ger mer kundvärde. Den första nivån kallas kärnprodukt, det är den mest grundläggande nivån och det är vad konsumenten egentligen köper. Det är den del av produkten som tillfredsställer ett behov hos konsumenten. Den andra nivån kallas verklig produkt. Då kombineras produktens funktioner, kvalité, design och andra egenskaper för att framställa en faktisk produkt som levererar lösningen som kärnprodukten tillfredsställer. Den tredje nivån kallas förstärkt produkt. Det är ytterligare förmåner runtomkring produkten som garanti, installation och leverans.
Produkter kan erbjudas på en marknad som antingen en handelsvara eller tjänst. Att kombinera dessa två uppskattas av konsumenten. Ett telekombolag levererar en produkt som består av bredband och telefoni. För att kombinera varan och tjänsten så utför telekombolaget en installation av varan. Med detta tillvägagångssätt skapar företag värde för kunden. Företag som satsar på att åstadkomma en upplevelse förstår att konsumenter inte bara betalar för en tjänst eller vara utan att konsumenten vill känna sig unik.

## Klassificeringar för tjänster och produkter.
Produkter kan delas upp i två huvudklasser: konsumentprodukter och industriprodukter. Skillnaden mellan en industriprodukt och en konsumentprodukt är i vilket syfte produkten har köpts för. Om en konsument köper en dator för att använda den i privat bruk så klassificeras den som en konsumentprodukt. Skulle samma konsument köpa samma dator men använda den i företaget klassificeras den som en industriprodukt. Konsumentbeteendet varierar vid olika typer av konsumentprodukter därför marknadsförs dem på olika sätt.

### Konsumentprodukter
De produkter som en konsument köper för eget bruk kallas för konsumentprodukter. Det inkluderar produkter som behövs eller används i vardagen. Konsumentprodukter delas in i olika kategorier: vardagliga produkter, shoppingprodukter, specialprodukter och osökta produkter. Dessa kategorier särskiljer sig i hur konsumenter köper produkterna. Konsumentbeteendet och marknadsföringen av produkten varierar därför beroende på vilken typ av konsumentprodukt det är.
- Vardagliga produkter: Produkter som köpts ofta, direkt, med minimal jämförelse och med lågt köpengagemang. Dessa produkter har ett lågt pris och finns tillgängliga på många platser för att kunden ska enkelt kunna handla produkten vid behov. Till exempel: tidningar, tandkräm och snabbmat.
- Shoppingprodukter: Produkter som köps mindre frekvent, som har högre pris och som konsumenter ägnar mer tid på att jämföra de olika alternativen. Kunden har ett högt köpengagemang och samlar mer information om varan, där den jämför pris, kvalité och utseende. Shoppingprodukter distribueras på färre ställen än vardagliga produkter. Till exempel: kläder, bilar, möbler och telefoner.
- Specialprodukter: Produkter som är exklusiva där varumärket har hög renommé och efterfrågan. Dessa har ett högt pris och distribueras i få butiker. De är produkter som vissa konsumenter är villiga att göra speciella köpinsatser för att införskaffa. Köpare jämför sällan specialprodukter med varandra, utan lägger ner mer tid på att nå ut till återförsäljare som har den önskade produkten. Till exempel: dyra bilmärken, juveler och märkesklockor.
- Osökta produkter: Produkter som konsumenter inte letar efter i normala fall eller inte vet att de existerar ännu. Pris och distribution varierar på dessa produkter. De osökta produkterna behövs om det skulle ske något oväntat, som till exempel försäkringar.[3]

### Industriprodukter
För att klassificeras som en industriprodukt så köps produkten av privatpersoner eller organisationer för vidare bearbetning eller för användning i en verksamhet. Det kan vara varor som används i produktionen av en slutprodukt eller varor som hjälper till i tillverkningsprocessen. Efterfrågan på industriprodukter är vanligtvis baserade på efterfrågan på konsumentprodukter. Det finns tre olika grupper av industriprodukter.
- Material och delar: Produkter som köps för vidare förädling, det inkluderar råvaror som till exempel bomull, vete, timmer och råolja. Det kan också vara komponerade material och delar som t.ex. cement och järn.
- Investeringsvaror: Investeringsvaror består av maskiner eller byggnader som kommer att förbättra företagets produktion. Det kan också vara produkter som behövs för att kunna bedriva en verksamhet som till exempel datorer och skrivbord.
- Förnödenheter och underhåll: Är vardagliga produkter i industrisektorn som vanligtvis köps med minimal ansträngning som till exempel pennor och papper, men kan även inkludera reparationer av olika slag.[7]

## Individuella produkter och servicebeslut
Det finns fem olika sorters beslut företag står inför vid utveckling och marknadsföring av individuella produkter och service: Produkt och serviceattribut, märke, paketering, märkning och produktsupport och service. Besluten som företagen gör påverkar vilken typ av konsument- eller industriprodukt det blir.

### Produkt och serviceattribut
Beslut om produktattributen som företag gör är viktiga eftersom det påverkar kundernas reaktion på produkten. De olika attributen är kvalitet, tillägg och design. 
- Produktkvalité är en produkts förmåga att kunna utföra sina funktioner, detta inkluderar produktens hållbarhet, precision, pålitlighet och hur lätt den är att använda och reparera. Kvalité kan bli definierat som ”fri från defekter”, men företag går ofta längre än den definitionen. Istället så definieras kvalité i att skapa kundvärde och tillfredsställelse.
- Produkttillägg är det som ger en produkt dess utseende och prestanda. En produkt kan se annorlunda ut och prestera olika beroende på vilka tilläggs som väljs för produkten. Det är ett sätt för företagen att låta kunden skräddarsy sin produkt så den passar bäst för just den. Ett exempel på detta är i bilbranschen där konsumenter kan välja olika tillägg för en bil för att göra bilen mer personlig.

Ett annat sätt att öka kundvärdet på är genom produktstil och design. Stil beskriver hur produkter ser ut, den kan ha en tilltalande estetik men det behöver inte betyda att produkten blir bättre i sig. En bra design förbättrar produktens användning och även hur produkten i sig ser ut. För att utveckla designen börjar företag med att observera kunden och utveckla en förståelse för deras behov.

### Varumärke
Ett märke är ett namn, beteckning, design, logga eller en kombination av dessa. Märket ska identifiera en produkt eller tjänst på marknaden så att konsumenter kan hålla isär olika företags produkter. Ett märke sätter värde på en produkt och hjälper konsumenterna att identifiera produkter som kan gynna dem. Varumärket säger också något om produktens kvalitet och konsistens. Kunder som köper av samma märke vet att de kommer få en produkt med samma egenskaper, fördelar och kvalité varje gång. Att bygga ett varumärke är en central del i marknadsföringen.

### Paketering
Paketering omfattar aktiviteterna av att utforma/designa och tillverka kartonger eller omslag för en viss produkt. Omslaget skyddar varan och gör det lätt att känna igen, det ska också attrahera kunden och beskriva produkten. Uppfinningsrik paketering kan ge ett företag fördelar gentemot sina konkurrenter.

### Märkning
Märkning sträcker sig från enkla lappar till komplex grafik som är en del av paketeringen. Märkningen ska identifiera och beskriva produkten samtidigt som den ska vara attraktiv.

### Produktsupport och service
Kundservice samt support kan vara en stor del av produkten eller tjänsten. Företag kan erbjuda en produktgaranti och kostnadsfri service inom en viss tid efter eller i samband med köpet av produkten. Skulle något fel uppstå är det viktigt att det finns bra support och service för att göra det enkelt för kunden att ta kontakt med dessa för att snabbt lösa problemet som uppstått.

## Produktlinje
En produktlinje är en grupp av produkter som är nära relaterade med varandra eftersom de fungerar på ett liknande sätt, säljs till samma kundgrupper, marknadsför på liknande sätt eller faller inom samma prisklass. De produktlinjebeslut ett företag tar är: produktlinjens längd, produktlinjes bredd och produktlinjes stretching. Längden i en produktlinje är hur många produkter företaget har i sin produktlinje. Produktlinjes längd är för kort om företaget kan utöka linjen och öka vinsterna. Produktlinjens bredd är att man lägger till varor i produktlinjens längd för att till exempel försöka öka försäljningen och tillfredsställa kunder. Produktlinje stretching är när företaget lägger till en vara i sortimentet som redan finns, men har en annan kvalité eller pris.
Företag bestämmer först hur lång deras produktlinje ska vara, vilket innebär hur många produkter de ska ha under samma kategori. Till exempel ett företag säljer sminkprodukter och har två olika sorters produkter, ögonskugga och läppglans, detta är deras längd på produktlinjen. Nästa steg är när företaget lägger till en vara i sortimentet, till exempel foundation, vilket innebär en utökning av produktlinjen. Om företaget lägger till en till foundation med bättre kvalité och därmed högre pris, har företaget gjort en produktlinje stretching.
Företag som erbjuder produkter i olika produktlinjer har en produktmix. Produktmixen kan bestå av alla produktlinjer eller enskilda produkter som erbjuds på en marknad.
Produktmixen består av fyra olika delar: bredd, längd, djup och förenlighet. Bredden utformas efter hur många olika produkter företaget har i sin produktlinje. Vilket innebär vilka varierande produktlinjer ett företag har inom samma kategori. Längden utgörs av hur många olika märken ett företag har inom sin produktlinje. Företagets djup bestäms av hur många varianter av en produkt företaget har. Produkten kan skilja sig i pris, kvalité där varje variation av produkten kommer i en speciell förpackning och form. Förenligheten av en produktmix avser hur nära relaterade produktlinjerna är med varandra i avseende av användning, produktion och distribution.